# Tiếp thị nội dung
Tiếp thị nội dung là một thuật ngữ bao gồm tất cả dạng thức marketing liên quan đến việc tạo và chia sẻ nội dung. Nội dung được tạo ra dùng để hướng khách hàng đến các hành động mang lại lợi ích cho doanh nghiệp.
Tiếp thị nội dung là một hình thức marketing, tập trung vào việc sáng tạo và truyền tải nội dung cho đối tượng mục tiêu.
Ở góc nhìn khác, tiếp thị nội dung là phương pháp tiếp cận của chiến lược Marketing, tập trung vào việc tạo và phân phối nội dung có giá trị, phù hợp và nhất quán để thu hút và duy trì sự quan tâm của đối tượng cụ thể. Qua đó, nuôi dưỡng nhận thức, niềm tin, thiện cảm của khách hàng và tăng doanh số bán hàng.
Thay vì quảng cáo sản phẩm hoặc dịch vụ của doanh nghiệp, công ty cung cấp nội dung thực sự hữu ích và có liên quan cho khách hàng hiện tại và khách hàng tiềm năng của mình để giúp họ giải quyết các vấn đề. Từ đó, tiếp thị nội dung giúp thu hút khách hàng tiềm năng và biến khách hàng tiềm năng thành khách hàng. Tiếp thị nội dung cũng giúp các công ty tạo ra lòng trung thành với thương hiệu, cung cấp thông tin có giá trị cho người tiêu dùng và tạo ra sự sẵn sàng mua sản phẩm của công ty trong tương lai. Hình thức marketing tương đối mới này không liên quan đến bán hàng trực tiếp. Thay vào đó, nó xây dựng niềm tin và mối quan hệ với người xem.
Không giống như các hình thức marketing khác, tiếp thị nội dung dựa vào dự đoán và đáp ứng nhu cầu thông tin của khách hàng hiện tại, khác với việc tạo ra nhu cầu mới. Như James O'Brien của Contently đã viết trên Mashable, "Ý tưởng trung tâm của tiếp thị nội dung là một thương hiệu phải mang lại thứ gì đó có giá trị để nhận lại thứ gì đó có giá trị. Thay vì quảng cáo, hãy là chương trình. Thay vì quảng cáo banner, hãy là câu chuyện tính năng". Tiếp thị nội dung đòi hỏi phải cung cấp liên tục một lượng lớn nội dung, và cần có một chiến lược.
Khi doanh nghiệp theo đuổi tiếp thị nội dung, trọng tâm chính phải là nhu cầu của khách hàng tiềm năng hoặc khách hàng hiện tại. Khi doanh nghiệp đã xác định được nhu cầu của khách hàng, thông tin có thể được trình bày dưới nhiều định dạng, bao gồm tin tức, video, sách giấy, sách điện tử, infographics, email, podcast, hướng dẫn cách làm, câu hỏi và trả lời, hình ảnh, blog, thông cáo báo chí, bài viết. bản tin, sách trắng, nghiên cứu tình huống. Hầu hết các định dạng này thuộc về kênh kỹ thuật số.
Tiếp thị nội dung trên nền tảng kỹ thuật số là một quy trình quản lý sử dụng các kênh điện tử để xác định, dự báo và đáp ứng các yêu cầu nội dung của một đối tượng cụ thể. Nó phải được cập nhật và bổ sung một cách nhất quán để ảnh hưởng đến hành vi của khách hàng.

## Ví dụ thực tiễn
Sự phát triển của tiếp thị nội dung đã biến nhiều doanh nghiệp truyền thống thành các công ty xuất bản truyền thông.
Ví dụ 1:
Red Bull, công ty chuyên bán thức uống năng lượng cao, đã xuất bản các video trên YouTube, tài trợ tổ chức các sự kiện liên quan đến các hoạt động thể thao chuyên nghiệp như đạp xe leo núi, đua xe tự do và đua xe Công thức 1. Red Bull Media House - một đơn vị của Red Bull, đã sản xuất các bộ phim dài tập cho các rạp chiếu phim và các kênh dưới cấp (DVD, VOD, TV)."  Red Bulletin là một tạp chí quốc tế hàng tháng Red Bull xuất bản với chủ đề về thể thao, văn hóa và lối sống của đàn ông với 5 triệu người đăng ký.
Hiện nay, Red Bull được xem như là một người khổng lồ trên YouTube khi cung cấp những nội dung dài kỳ và video ghi lại cách các vận động viên tài năng chuẩn bị tham gia vào các hoạt động thi đấu của họ. Điều này đánh trúng tâm lý của những người đam mê thể thao, muốn tìm hiểu thêm về những vận động viên và cách họ tập luyện và thực hiện những cú nhảy, pha nguy hiểm và chiến thuật tuyệt vời của họ. Bên cạnh đó, thành công của Red Bull còn nằm ở sự thành công của video quay về lần Felix Baumgartner thực hiện rơi tự do trên không. Video này đã giúp thương hiệu có được một sự kiện tuyệt vời và tạo nên hiện tượng với hơn 40 triệu lượt xem. Tất cả nội dung tiếp thị của Red Bull đều nhằm một nỗ lực truyền tải thông điệp đến khách hàng rằng Red Bull không bán nước tăng lực mà bán những gì xảy ra sau khi bạn uống.
Ví dụ 2:
Trang web tài chính cá nhân Mint.com đã sử dụng tiếp thị nội dung để thu hút khách hàng cho sản phẩm mới MintLife - sản phẩm độc lập với những sản phẩm khác của Mint.com. Nội dung trên blog bao gồm các hướng dẫn cách trả tiền học đại học, tiết kiệm cho một ngôi nhà và thoát khỏi nợ nần. Những nội dung phổ biến khác bao gồm các cuộc phỏng vấn chuyên sâu và một loạt các sự kiện tài chính. Theo doanh nhân Sachin Rekhi, "Đến năm 2013, công cụ mới MintLife đã thu hút được 10 triệu người dùng và nhiều người đã tin tưởng Mint để xử lý thông tin ngân hàng nhạy cảm của họ vì nội dung thông minh, hữu ích mà blog cung cấp. Mint đã phát triển đủ nhanh để bán cho Intuit với giá 170 triệu đô sau ba năm kinh doanh." 
Sự gia tăng của tiếp thị nội dung cũng đã thúc đẩy sự tăng trưởng của các nền tảng trực tuyến, chẳng hạn như YouTube, LinkedIn, Tumblr, Pinterest, v.v.
Ví dụ:
YouTube, một công ty con của Google, là một nền tảng video trực tuyến với sự đột biến về tiếp thị nội dung. Tính đến năm 2016, YouTube đã có hơn 1 tỷ người dùng, chiếm 1/3 tổng số người dùng internet và tiếp cận những người dùng ở độ tuổi 18 tuổi 34 nhiều hơn so với bất kỳ nhà cung cấp cáp nào khác ở Hoa Kỳ.
Các doanh nghiệp tích cực quản lý nội dung của họ trên các nền tảng này với hy vọng mở rộng phạm vi tiếp cận đối tượng mới. Tiếp thị nội dung đòi hỏi doanh nghiệp phải thay đổi cấu trúc và quy trình vận hành để có thể tạo ra nhiều nội dung mới và phù hợp với văn hóa. Việc phải tốn thời gian khá dài để biến một ý tưởng thành một quảng cáo đã lỗi thời. Các nhà tiếp thị đang ngày càng đồng định vị những hiểu biết, sáng tạo, sản xuất để tăng tương tác và tốc độ sản xuất và phân phối nội dung.

## Các dạng của tiếp thị nội dung
Tiếp thị nội dung có 10 dạng phổ biến.

### Blogs
Blog cung cấp giá trị thông qua những nội dung dạng ngắn. Để blog hiển thị hiệu quả trong công cụ tìm kiếm thì doanh nghiệp sẽ thực hiện một số nghiên cứu từ khóa để xem người dùng đang tìm kiếm những từ khoá nào liên quan đến sản phẩm, liên quan đến các thương hiệu đối thủ,... Từ đó xem xét những chủ đề hoặc câu hỏi khác có thể liên quan đến doanh nghiệp và tạo nội dung blog xung quanh các chủ đề này.
Viết blog là một trong những loại tiếp thị nội dung phổ biến nhất trong các doanh nghiệp hiện nay. Blog đem lại nhiều lợi ích cho doanh nghiệp. Thứ nhất Blog giúp doanh nghiệp cải thiện SEO và thu hút nhiều lượng truy cập hữu cơ đến với trang web công ty từ các công cụ tìm kiếm. Theo Forbes, các trang web bao gồm một blog thường có các trang được lập liên kết nhiều hơn 434% so với các trang không có. Điều này có nghĩa là các trang web có blog có nhiều cơ hội xuất hiện trên trang đầu tiên của công cụ tìm kiếm như Google khi người tiêu dùng tìm kiếm các từ khóa có liên quan. Ngoài ra, các trang web kinh doanh với blog có thêm 97% liên kết trong nước, điều này cũng giúp tối ưu hóa công cụ tìm kiếm. Thứ 2, blog còn giúp doanh nghiệp xây dựng mối quan hệ với khách hàng tiềm năng và khách hàng hiện tại. Và doanh nghiệp cung cấp càng nhiều nội dung có giá trị, bổ ích cho khách hàng thì càng có nhiều khách hàng mục tiêu của doanh nghiệp sẽ xem xét thương hiệu của doanh nghiệp khi họ mua sắm.

### Videos
Video cung cấp giá trị thông qua nội dung có thể tác động đa chiều đến các giác quan của người tiêu dùng khi hằng ngày chúng ta tiếp xúc nhiều video quảng cáo từ các nhãn hàng, dưới sự thúc đẩy của viral marketing mà thương hiệu tiếp cận được nhiều khách hàng hơn. Để triển khai tiếp thị nội dung trên video, doanh nghiệp sẽ xem xét lựa chọn loại nội dung và chủ đề nào sẽ thu hút khán giả của doanh nghiệp nhất  và điều này sẽ phụ thuộc vào vị trí của khách hàng trong hành trình mua hàng của họ. Ví dụ như các video chứa thông tin ngắn và thu hút sự chú ý, có thể giúp doanh nghiệp tiếp cận người tiêu dùng trong giai đoạn nhận thức (awareness stage). Ngoài ra, các video hướng dẫn và giới thiệu sản phẩm rất tốt trong việc ảnh hưởng đến quyết định mua hàng của người tiêu dùng trong các giai đoạn quyết định (decision stage).
Video đang là một xu hướng trở nên rất phổ biến trên các nền tảng hiện nay, là một dạng tiếp thị nội dung hiệu quả giúp tiếp cận thu hút khán giả nhanh chóng. Theo nghiên cứu của HubSpot, 54% khán giả muốn xem video từ các thương hiệu mà họ hỗ trợ, nhiều hơn bất kỳ loại nội dung nào khác. Theo BrightCove, các thương hiệu sử dụng video có thể mong đợi mức tăng trung bình 157% trong lưu lượng truy cập không phải trả tiền từ các công cụ tìm kiếm. Video cũng giúp tăng 105% thời gian người dùng sử dụng trang web. Khách hàng của bạn dành càng nhiều thời gian trên trang web của bạn, cơ hội bán hàng của công ty bạn càng lớn. Theo Effy, các video xã hội có số lượt chia sẻ tăng hơn 1200% so với các loại nội dung khác. Dựa trên nghiên cứu của Think, người tiêu dùng hiện thích xem video về sản phẩm trước khi mua. Cho dù đó là đánh giá sản phẩm, mở hộp hoặc video hướng dẫn sử dụng, chắc chắn họ sẽ tìm kiếm trực tuyến. Nghiên cứu này cho thấy các video có thể ảnh hưởng lớn đến quyết định mua hoặc không mua sản phẩm của khách hàng. Trong một nghiên cứu của Insivia, các trang đích có nội dung video đạt tỷ lệ chuyển đổi cao hơn, khoảng 80%.

### Infographics
Infographic được doanh nghiệp sử dụng để thu hút khách hàng bằng cách thể hiện nội dung một cách trực quan, kết hợp khéo léo giữa hình và nội dung. Lợi ích mà Infographic đem lại cho doanh nghiệp đó là giúp doanh nghiệp giáo dục khách hàng và cung cấp thông tin hữu ích có thể làm tăng thêm giá trị cho khách hàng tiềm năng lẫn khách hàng hiện tại của doanh nghiệp. Định dạng tiếp thị nội dung trực quan có thể giải thích một chủ đề phức tạp, trình bày số liệu thống kê, sơ đồ về sản phẩm, dịch vụ của doanh nghiệp,... giúp khách hàng dễ hình dung, hiểu giá trị của những gì doanh nghiệp cung cấp, cảm nhận tốt hơn về lý do tại sao sản phẩm đó có giá trị hoặc cách sử dụng sản phẩm.
Một ví dụ là Infographics của công ty NY Brite giải thích những điều người tiêu dùng cần lưu ý khi giặt thảm, đồng thời đang giáo dục khách hàng khi giải thích những lợi ích của việc sử dụng một dịch vụ giặt thảm chuyên nghiệp.  Infographics của công ty sử dụng hình ảnh bắt mắt, có liên quan đến chủ đề, đã giúp khách hàng dễ hiểu hơn những thông tin được trình bày.

### Case studies
Case study hiệu quả đối với những khách hàng tiềm năng muốn tìm hiểu thêm về doanh nghiệp của bạn từ chính khách hàng hiện tại đã sử dụng sản phẩm của doanh nghiệp. Case study cho thấy toàn bộ hành trình của khách hàng sử dụng sản phẩm và những tình huống, trường hợp sử dụng sản phẩm trong cuộc sống thực tế. Case study có hiệu quả vì chúng giúp dẫn dắt khách hàng hiểu rõ hơn về lợi ích mà sản phẩm của doanh nghiệp mang lại. Để sử dụng Case study, doanh nghiệp sẽ phải xem xét cẩn thận đối tượng khách hàng nào đang sử dụng sản phẩm của doanh nghiệp để yêu cầu họ làm ví dụ trong Case study. Case study hay được lưu trữ trên trang web của công ty, nhưng cũng có thể ở các định dạng khác như blog, sách điện tử, bài đăng xã hội và các loại nội dung khác như email marketing, slideshare. Đội ngũ bán hàng của doanh nghiệp cũng có thể sử dụng Case study khi nói chuyện và thuyết phục khách hàng tiềm năng.
Một ví dụ cho dạng tiếp thị nội dung này là Linkedin. Linkedin đưa ra một Case study về việc Adobe đã sử dụng LinkedIn là nền tảng để tiếp thị doanh nghiệp của họ với các ứng viên xin việc và thúc đẩy các ứng viên nộp đơn vào đây. Linkedin đã cung cấp dữ liệu và ảnh chụp màn hình chiến dịch tuyển dụng của Adobe nhằm chứng minh Adobe thành công tuyển được các ứng viên tiềm năng khi sử dụng nền tảng Linkedin. Ngoài Case study này, Linkedin cũng đưa ra một Case study khác là Linkedin giúp HSBC trong việc cải thiện chất lượng ứng viên tham gia ứng tuyển. HSBC đã sử dụng Linkedin để truyền tải những nội dung bằng video nhằm tiếp thị cho môi trường làm việc của HSBC. Hiệu quả từ các Case studies giúp cho các doanh nghiệp khác hiểu rõ hơn về nền tảng dịch vụ tiếp thị của LinkedIn là bao gồm việc đa dạng hóa cách trình bày nội dung của họ.

### Ebooks
Ebook thường có nội dung dài (5-10 trang) và doanh nghiệp sử dụng để cung cấp giá trị cho khách hàng tiềm năng và khách hàng hiện tại của họ. Ebook cung cấp một số loại thông tin hữu ích, thông tin chi tiết để khách hàng giải quyết những nhu cầu, khó khăn khi sử dụng sản phẩm. Giống như nhiều loại hình tiếp thị nội dung khác, ebooks không chỉ là việc trao đổi lợi ích với khách hàng của doanh nghiệp, mà còn góp phần trong việc xây dựng mối quan hệ với khách hàng mục tiêu để họ tin tưởng thương hiệu và đến với thương hiệu của doanh nghiệp khi họ sẵn sàng mua hàng. Ebook là một trong những loại tiếp thị nội dung để thu thập thông tin khách hàng tiềm năng, bởi vì chúng được kiểm soát chặt chẽ. Khách hàng truy cập phải cung cấp một số loại thông tin về bản thân để tải xuống ebooks.
Thực hiện tiếp thị nội dung cho sách điện tử đòi hỏi đầu tư nhiều hơn một số loại tiếp thị nội dung khác như blog hoặc bài đăng xã hội vì nội dung ebook yêu cầu dài hơn và tốn nhiều thời gian để tạo ra. Một ví dụ có thể nói đến là sách điện tử The Experience Optimization Playbook của Optimizely. Đây là một quyển sách điện tử miễn phí, giúp khách hàng khám phá các chiến lược tối ưu hóa của các công ty trong danh sách Fortune 500.

### User-generated content (nội dung do người dùng tạo)
Nội dung do người dùng tạo là dạng tiếp thị nội dung hiệu quả vì nó thu hút khách hàng tham gia trong quá trình tạo nội dung. Quá trình một người dùng tham gia, hưởng ứng và phản hồi sẽ thu hút thêm các khách hàng khác tiếp cận thông tin, hiểu biết thêm về doanh nghiệp và thương hiệu được nhắc đến.
Một ví dụ cho loại tiếp thị nội dung này chiến dịch của Netflix: Netflix is a Joke. Bằng cách cho người dùng tạo nội dung từ Twitter và Netflix sử dụng một bộ phim hài là Hannah Gadsby tạo một chiến dịch cho khách hàng bàn luận về nội dung này bằng cách cho phép người hâm mộ tweet một trích dẫn họ thích từ bộ phim. Khi người dùng tham gia, họ sẽ được cung cấp một tài khoản Netflix để xem toàn bộ nội dung phim này. Có thể kể đến dòng tweet của người hâm mộ của Wendy (thương hiệu cửa hàng thức ăn nhanh) đem đến cho gã doanh nghiệp khổng lồ về thức ăn nhanh một cách để ăn mừng chiến dịch thứ Sáu ngày 13 của thương hiệu này và quảng bá cho khoai tây chiên của họ. Và phần thưởng là người dùng Twitter sẽ thấy một bản nhạc mashup Jason / Wendy ma quái.Các ví dụ về nội dung do người dùng tạo, có thể dễ dàng thấy được khi theo dõi các trang mạng xã hội của nhãn hàng. Một ví dụ gần đây nhất, là ngày của Mẹ vừa qua trên trang OMO Việt Nam đã tạo một chiến dịch chia sẻ câu chuyện dịu nhẹ về bạn của mẹ và được hưởng ứng rất nhiệt tình khi khách hàng đã sử dụng OMO tương tác và comment chia sẻ câu chuyện của họ với mẹ ở dưới bài đăng, và phần thưởng OMO dịu nhẹ sẽ được trao cho 10 bạn tham gia đầy đủ các bước.

### Checklists
Checklist là một dạng tiếp thị nội dung dưới dạng một danh sách cung cấp danh sách những việc cần làm trong quy trình từng bước để đạt được một số loại kết quả mong muốn mang lại giá trị cho khách hàng tiềm năng và kể cả khách hàng mục tiêu.
Một ví dụ cho thấy rõ hơn dạng tiếp thị nội dung này là bài đăng tiếp thị của HubSpot Academy. Trên mạng xã hội Instagram, HubSpot đã đăng lên một danh sách các việc cần làm dưới dạng hộp kiểm. Ở đây, doanh nghiệp đã nghĩ về cách sản phẩm của mình được khách hàng mục tiêu sử dụng như thế nào trong cuộc sống hằng ngày. Từ đó, HubSpot tạo nên các danh sách công việc mà khách hàng có thể sử dụng sản phẩm của họ để giải quyết. Ngoài ra, doanh nghiệp cũng có thể tạo một danh sách nội bộ, đảm bảo một số nội dung luôn dành riêng cho khách hàng riêng biệt.
Một ví dụ khác có thể kể đến đó là checklists từ công ty HVAC. Checklist này cung cấp một danh sách với hàng loạt hành động mà chủ nhà nên thực hiện đối với hệ thống HVAC, từ đó giúp họ đưa ra quyết định thông minh hơn.Chủ nhà còn có thể chia sẻ checklist này lên các phương tiện truyền thông xã hội.

### Gif và memes
Gif và Memes là dạng tiếp thị nội dung rất phổ biến trên mạng xã hội hiện nay và là một trong số những loại tiếp thị nội dung dễ chia sẻ nhất trên web hiện nay. Những loại nội dung này đã trở nên cực kỳ phổ biến đối với người tiêu dùng vì họ thích chia sẻ cảm xúc thông qua meme và GIF. Điều này đã củng cố tầm quan trọng của Meme và GIF trong văn hóa đại chúng.
Hình ảnh Meme thường là hình ảnh lan truyền trực tuyến hoặc ảnh chụp màn hình từ các bộ phim đi cùng với chú thích nói lên điều gì đó giải trí, sâu sắc,... Giống như memes, GIF cũng là một cách thú vị để giao tiếp và hưởng ứng với công chúng. GIF là các tệp hình ảnh hoạt hình có thể được chia sẻ trên nhiều nền tảng khác nhau, bao gồm cả phương tiện truyền thông xã hội và email.
Các doanh nghiệp có thể tận dụng hai loại hình này để mang lại sự phấn khích, thu hút và giải trí cho khách hàng vào một chủ đề. Doanh nghiệp có thể dùng GIF và meme lên blog hoặc email hoặc trên social media để tương tác khách hàng.

### Testimonials and customer reviews (lời chứng thực và đánh giá của khách hàng)
Giống như nội dung do người dùng tạo, lời chứng thực và đánh giá của khách hàng là nội dung được tạo trực tiếp từ khán giả của nhãn hàng. Lời chứng thực đôi khi sẽ bao gồm một bản tóm tắt ngắn về lý do tại sao công ty/sản phẩm nổi bật.
Một ví dụ là Nike sử dụng lời chứng thực từ các vận động viên hàng đầu để tiếp thị giày của họ trên nền tảng Instagram. Trên thực tế, hầu hết các nội dung thương mại và Instagram của họ đến từ sự chứng thực và đánh giá của người nổi tiếng. Các doanh nghiệp nhỏ cũng có thể được hưởng lợi từ việc thêm đánh giá của khách hàng trên trang web của họ hoặc chèn nó trong email khi sử dụng marketing automation. Tuy nhiên điều này có thể bị hạn chế do người dùng có thể sử dụng những phần mềm, ứng dụng lọc các email quảng cáo.

### Influencers
Những người có ảnh hưởng trong ngành có thể tạo ra lợi thế cho một chiến dịch tiếp thị. Doanh nghiệp được những người có ảnh hưởng quảng bá nội dung có thể sẽ thu hút thêm đối tượng mà trước đây doanh nghiệp không thể tiếp cận.

## Lịch sử
Nội dung đã luôn được sử dụng bởi những nhà tiếp thị để đem đến thông tin cho khách hàng. Qua đó, thông tin giúp xây dựng hình ảnh và danh tiếng cho thương hiệu. Vậy nên, tiếp thị nội dung có lịch sử hình thành và phát triển đã qua hàng trăm triệu năm. Và sự phát triển công nghệ trong lĩnh vực vận chuyển và giao tiếp cũng góp phần giúp Tiếp thị nội dung phát triển hơn.
- Năm 4200 trước Công nguyên, những nhà khảo cổ đã tìm thấy trên vách những hang động có các bức vẽ hướng dẫn 6 cách dùng thương (giáo) giúp bạn thoát khỏi heo rừng.

Thế kỉ 19 chứng kiến nhiều sự xuất hiện của các ấn phẩm giấy như sách, tạp chí, cẩm nang,...
- Năm 1873,  Benjamin Franklin đã phát hành lịch niên giám Poor Richard’s Almanack để xúc tiến hoạt động kinh doanh in ấn của mình.
- Năm 1888, Johnson & Johnson đã xuất bản sách Modern Method of Antiseptic Wound Treatment hướng dẫn bác sĩ các cách băng bó vết thương. Họ còn xuất bản những ấn phẩm về lời khuyên cho cộng đồng y tế.
- Năm 1895, John Deere đã phát hành tạp chí The Furrow nhằm hướng dẫn cho nông dân những cách canh tác để thu được lợi nhuận cao hơn. Tạp chí này được xem là ấn phẩm đầu tiên có sự phân loại độc giả và nhóm độc giả chính của tạp chí là những người nông dân. Tạp chí đã này thu hút 1.5 triệu độc giả tại 40 quốc gia và đã được dịch sang 12 ngôn ngữ.
- Năm 1900, Michelin xuất bản cẩm nang Michelin Guide nhằm cung cấp những thông tin về bảo dưỡng ô tô, trạm dừng chân và lời khuyên du lịch cho các tài xế. 35.000 bản đã được phát miễn phí cho các tài xế vào lần xuất bản đầu tiên.[16]
- Năm 1904, việc đầu tiên công ty Jell-O làm là cho nhân viên bán hàng đi đến từng nhà và phân phát miễn phí sách dạy nấu ăn. Tiếp đó, công ty chào hàng món tráng miệng thạch rau câu. Nhờ cách làm này, doanh thu công ty vào năm 1906 đã tăng hơn 1 triệu đô.
- Năm 1913, công ty kỹ thuật và tư vấn Kansas City đã xuất bản tạp chí Benchmark. Hiện tại, tạp chí này vẫn còn được xuất bản.
- Năm 1933, Procter & Gamble với sự tài trợ của nhãn hàng bột giặt Oxydol đã phát sóng một bộ phim dài kỳ trên tivi. Bộ phim dài kỳ này hướng đến đối tượng khán giả là những người phụ nữ trưởng thành. Oxydol sẽ lồng ghép thông điệp quảng cáo của mình vào bộ phim và thông qua đó xây dựng sự trung thành thương hiệu. Cụm từ "Soap opera" xuất hiện vào năm này và bộ phim này cũng đánh dấu một tiền lệ về cách quảng cáo mới so với truyền thống.

Những năm 1940 đến những năm 1950 là thời đại phát triển của TV nên truyền thông tập trung chủ yếu vào phương tiện quảng cáo.  Tiếp thị nội dung không được nhiều công ty chú trọng nên không có nhiều chiến dịch nổi bật.
Những năm 1960, Infographics - một dạng của tiếp thị nội dung, là cách thức minh hoạ giúp thông tin trở nên dễ nhớ hơn đã xuất hiện.
- Năm 1982, tác giả Hasbro cộng tác với công ty Marvel để tạo nên tác phẩm truyện tranh G.I. Joe và tác phẩm này đã tạo nên cả một làn sóng văn hoá.

Những năm 1990, sự xuất hiện của máy tính và Internet đã tạo nên sự phát triển của website và blogs. Từ đó, các công ty tìm thấy cơ hội tiếp thị nội dung thông qua email.
- Năm 1996, cụm từ "tiếp thị nội dung" được sử dụng  lần đầu khi John F. Oppingahl dẫn dắt một cuộc thảo luận với các nhà báo tại Hiệp hội Biên tập báo Mỹ.[17]
- Năm 1998, chức danh "giám đốc tiếp thị trực tuyến và nội dung" xuất hiện tại công ty Netscape do Jerrell Jimerson nắm giữ.
- Năm 1999, tác giả Jeff Cannon đã viết: "Trong tiếp thị nội dung, nội dung được tạo ra để cung cấp cho người tiêu dùng những thông tin họ tìm kiếm".[18]

Sự phát triển của thương mại điện tử và kỹ thuật số đã trở thành công cụ nền tảng của các chiến lược Marketing. Bên cạnh đó, Internet cũng giúp tiếp thị nội dung trở thành phương tiện truyền thông mới mang tính chủ đạo của Marketing. Các công ty dần chuyển từ những phương tiện truyền thông truyền thống như báo giấy, tạp chí, radio, tivi sang những phương tiện truyền thông kỹ thuật số.
- Đầu những năm 2000, những trang mạng xã hội phát triển (năm 2005 Youtube xuất hiện, năm 2006 Facebook ra mắt công chúng,...). Điều này đã dẫn đến sự phát triển của nội dung trực tuyến giúp người dùng dễ dàng truy cập, chia sẻ bất cứ lúc nào và bất cứ nơi đâu.
- Năm 2001, công ty Penton Custom Media ở Cleveland, Ohio đã bắt đầu sử dụng cụm từ "Tiếp thị nội dung".[19]
- Năm 2007, hãng Red Bull đã phát hành tạp chí Red Bulletin. Và năm này, hãng Blendtec cũng đăng tải các video chứa nội dung quảng cáo cho máy xay sinh tố Blend thu hút hơn 6 triệu lượt xem và 385 ngàn người theo dõi, giúp lợi nhuận của Blendtec tăng 700%.
- Năm 2008, P&G đã tạo ra trang website BeingGirl với mục đích cung cấp những nội dung bổ ích cho khách hàng nữ trong độ tuổi vị thành niên. Cách làm này đã đem đến hiệu quả gấp 4 lần so với những phương thức tiếp thị truyền thống. Cũng trong năm này, quyển sách Get Content Get Customers của Joe Pulizzi và Newt Barrett trình bày về tiếp thị nội dung được xuất bản.
- Năm 2010, 88% trong tổng số các thương hiệu trên thị trường sử dụng tiếp thị nội dung. 25% ngân sách Marketing được dành cho Tiếp thị nội dung và ở UK, ngân sách này lên đến 1 tỷ đôla.[20]
- Năm 2012, chiến lược tiếp thị nội dung của hãng Coca Cola (Content 2020) chọn cách thức kể câu chuyện thương hiệu (storytelling) như trọng tâm của chiến lược.[21]
- Năm 2014, websites của tạp chí Forbes đã có bài viết về 7 cách phổ biến để thực hiện tiếp thị nội dung. Bài viết này đã chỉ ra rằng việc sử dụng tiếp thị nội dung như một phần của chiến lược Marketing đã tăng từ 60% của năm 2012 lên 93% vào năm 2013. Mặc dù thực tế có đến 70% các công ty đang nỗ lực tạo ra nhiều nội dung hơn nhưng chỉ 21% trong số đó nghĩ là mình thành công.[22]

## Lợi ích
Khi thực hiện tốt tiếp thị nội dung, doanh nghiệp sẽ thu được về lợi ích được phân thành ba nhóm sau đây.

### Khách hàng
- Tạo ra khách hàng tiềm năng

Bằng cách cung cấp những nội dung hữu ích (kiến thức, giải pháp,...) cho khách hàng, các thương hiệu đã xây dựng được niềm tin và mối quan hệ gắn bó với khách hàng, thậm chí khi khách hàng chưa mua, chưa tiêu dùng sản phẩm. Và khi có nhu cầu, khách hàng sẽ nhớ đến thương hiệu đầu tiên, họ cũng dễ dàng giới thiệu thương hiệu với nhiều người hơn.
Brian Clark’s Copyblogger là một ví dụ. Vào năm 2006, Brian bắt đầu tạo nội dung cho Blog của mình và những nội dung này đều nhất quán trên SEO và online copywriting. Không lâu sau, Blog đã có hơn 100.000 người đăng ký theo dõi. Ngày nay, phần lớn doanh thu của công ty (nay tên Rainmaker Digital - một doanh nghiệp cung cấp dịch vụ phần mềm SaaS) đến từ dữ liệu của các tài khoản khách hàng.
- Mở rộng tệp khách hàng

Nếu khách hàng hài lòng với những nội dung thương hiệu cung cấp, khách hàng sẽ trao quyền tiếp thị cho công ty. Quyền tiếp thị này có thể gồm việc khách hàng đăng ký nhận thông báo đăng ký sự kiện của công ty, đăng ký nhận bản tin điện tử,... Khi có được sự cho phép của khách hàng, công ty dễ dàng hơn trong việc thu hút khách hàng mới.
- Lòng trung thành khách hàng và xây dựng được một cộng đồng bảo vệ thương hiệu

Khi khách hàng hài lòng và trung thành, nội dung lúc này thay vì được tạo ra bởi thương hiệu sẽ chuyển thành nội dung được tạo ra bởi khách hàng. Đây là mức độ cao nhất của Tiếp thị nội dung.
Lấy Apple làm một ví dụ. Apple không xây dựng một chiến lược Tiếp thị nội dung cụ thể, không có những phương tiện truyền thông xã hội, không có blog nhưng Apple xây dựng thành công cộng đồng người hâm mộ thương hiệu. Những thành viên này là lực lượng chính tạo ra những website, bài viết, fanpage... để chia sẻ về thương hiệu Apple.
- Giúp cải thiện dịch vụ khách hàng

Sau khi bán hàng, những nội dung hữu ích (lời giải đáp cho các câu hỏi thường gặp, hướng dẫn sử dụng,...) mà công ty cung cấp cho khách hàng chính là cách để tăng thêm giá trị cho sản phẩm. Tuy nhiên, nội dung thương hiệu cung cấp lúc này có thể là những cách thức mới, sáng tạo hơn để sử dụng sản phẩm hoặc dịch vụ để tăng thêm lợi ích cho khách hàng.

### Doanh thu
- Tiết kiệm chi phí

Truyền thông với công cụ tiếp thị nội dung có thể tiết kiệm chi phí với hiệu quả tương đương hoặc hơn so với những phương tiện truyền thống. Đặc biệt đối với những doanh nghiệp vừa và nhỏ cần tiếp cận đối tượng khách hàng cụ thể thay vì truyền thông đến đại chúng.
- Thúc đẩy doanh số bán hàng trực tuyến

Nếu doanh nghiệp duy trì được sự thu hút trong nội dung truyền tải đến khách hàng và liên lạc với họ thường xuyên thì khi khách hàng sẽ trở nên trung thành với thương hiệu. Lúc này thương hiệu sẽ dễ dàng thực hiện bán chéo hoặc bán nhiều hơn cho khách hàng.
Một ví dụ là tạp chí in và kỹ thuật số ThinkMoney được sản xuất bởi công ty TD Ameritrade. Tạp chí này dành cho các khách hàng giao dịch cổ phiếu có khi lên đến hàng trăm lần một ngày. Sau hơn 2 năm xuất bản tạp chí, công ty này nhận thấy độc giả của tạp chí đăng ký dịch vụ môi giới giao dịch tài sản tài chính của công ty nhiều gấp 5 lần so với những người không phải độc giả. Nói một cách đơn giản, những người đăng ký tạp chí này trở thành khách hàng tốt hơn cho TD Ameritrade.

### Thương hiệu
- Tăng sự nhận diện và củng cố uy tín thương hiệu

Điều này đòi hỏi một chiến lược dài hạn và thay vì quảng cáo để tạo sự chú ý cho sản phẩm hay dịch vụ, công ty sẽ sử dụng tiếp thị nội dung như một cách tốt hơn để thu hút khách hàng. Khi khách hàng thấy được những cách thức công ty từng giải quyết vấn đề của khách hàng thông qua Case Study hay những phản hồi tích cực từ đối tác công ty, khách hàng sẽ có cơ sở tin rằng giải pháp của công ty là tốt nhất để đáp ứng nhu cầu của họ.

## Triển khai tiếp thị nội dung
Chiến lược nội dung sẽ giúp doanh nghiệp có một khung sườn cho các hoạt động tiếp thị nội dung và nhiệm vụ chính của tiếp thị nội dung ở đây là thực thi truyền tải và kết nối. Các nội dung được viết ra sẽ là các chủ đề, thông điệp mà doanh nghiệp muốn truyền tải và khách hàng sẽ được đọc các nội dung đó, quan tâm, thảo luận và chia sẻ.

### Các bước thực hiện
Để thực hiện tiếp thị nội dung cần trả lời các câu hỏi theo mô hình 5W-1H sau đây:
- Những chủ đề nào sẽ được đề cập tới? Định dạng nội dung nào sẽ được sử dụng (Blogs, Video, Charts,...)?
- Tại sao các nội dung này có nhận được quan tâm? Tại sao các nội dung này mang đến các giá trị kinh doanh cho doanh nghiệp?
- Làm thế nào để truyền tải những thông điệp đó? Sắc thái thông điệp là gì?
- Triển khai các nội dung này ở đâu (Social media, feeds, website...)?
- Khi nào nội dung này sẽ được công bố và được cập nhật?
- Ai sẽ chịu trách nhiệm cho nội dung này và sẽ duy trì theo thời gian?
- Cần làm gì với phản hồi của độc giả và hành động gì kế tiếp?

Khi trả lời các câu hỏi trên, doanh nghiệp sẽ có một kế hoạch hành động chi tiết để thực hiện Tiếp thị nội dung. Tuy nhiên, làm tiếp thị nội dung cho một nhãn hàng thì cần bao phủ nội dung bằng những bài viết phù hợp với từng giai đoạn phát triển của nhãn hàng hoặc tiến trình ra quyết định mua hàng (buying process), và nội dung tiếp thị cần nhấn mạnh vào những vấn đề mang tính kêu gọi hành động (call-to-action) để khuyến khích khách hàng ra quyết định.
Mục tiêu của tiếp thị nội dung không chỉ hay, mới, phù hợp, mà còn phải có tính dài hạn, thường xuyên, liên kết chéo lẫn nhau để độc giả có thể dễ dàng đi từ trang này qua trang khác với những bài viết phù hợp.

## Đánh giá hiệu quả thực hiện tiếp thị nội dung
Đối với từng mục tiêu đề ra, các nhà tiếp thị sẽ có những công cụ khác nhau để đo lường sự thành công của tiếp thị nội dung. Dưới đây sẽ là một số cách thức đo lường đối với từng mục tiêu cụ thể.

### Nhận thức về thương hiệu
Khi doanh nghiệp tiếp cận với nhiều khách hàng hơn thông qua tiếp thị nội dung, doanh nghiệp sẽ cần quan tâm đến sự gia tăng lượng khách hàng cũng như sự tác động của nội dung lên khách hàng.
Những chỉ số thường được theo dõi là: 
- Email Opt-In rates: Bao nhiêu người đã đăng ký bản tin của doanh nghiệp, tỉ lệ mở của email, số lượng khách hàng đang click vào nội dung trong email của doanh nghiệp,...
- CTR - Tỷ lệ nhấp: Tỷ lệ người dùng nhấp vào các liên kết cụ thể trên tổng số người dùng truy cập một trang, email hoặc quảng cáo. Chỉ số này thường được sử dụng để đo lường sự thành công của một chiến dịch quảng cáo trực tuyến cho một trang web hoặc thông điệp email cụ thể.
- Social Media Engagement: Số liệu tương tác trên phương tiện truyền thông xã hội. Chỉ số này cho doanh nghiệp biết có bao nhiêu lượt chia sẻ, nhận xét và lượt thích, lượng người theo dõi, số lượt xem về nội dung doanh nghiệp đăng tải. Chỉ số này thường dùng để đánh giá hiệu suất của chiến dịch.

### Sức khỏe thương hiệu
Khi doanh nghiệp muốn đo lường tác động của thông điệp, nội dung truyền thông đối với khách hàng thì công cụ đo lường về sức khỏe thương hiệu sẽ cho thấy phản hồi tích cực hoặc tiêu cực của khách hàng và tầm quan trọng của một thương hiệu đối với người tiêu dùng. Qua đó, công ty sẽ đánh giá được danh tiếng thương hiệu có ảnh hưởng đến quyết định mua hàng của khách hàng hay không.
Những chỉ số thường được theo dõi là: 
- Share of voice - SOV: Là số lần thương hiệu được nhắc đến so với đối thủ cạnh tranh trong các cuộc hội thoại, không gian và tần suất quảng cáo thương hiệu được đặt trên phương tiện truyền thông truyền thống,...
- Feedback - Phản hồi của khách hàng: Phản hồi tiêu cực, trung tính hay tích cực đối với thương hiệu.
- Brand Influence - Ảnh hưởng thương hiệu: Số lần bài đăng, bình luận hoặc tweet của thương hiệu được chia sẻ trên các nền tảng khác nhau.[26]
- Nhận xét: Cho thấy nội dung của thương hiệu gợi lên một số dạng cảm xúc của khách hàng.
- Số lượng người theo dõi: Trên mạng xã hội, website,...
- Chia sẻ: Số lượng chia sẻ càng cao chứng tỏ khánh hàng tin tưởng vào nội dung hoặc nội dung của doanh nghiệp có giá trị..

### Sales
Doanh nghiệp thông qua tiếp thị nội dung để tăng doanh số có thể xem xét các số liệu thể hiện về thói quen mua hàng của khách hàng và tỉ lệ chuyển đổi của khách hàng.
Những chỉ số thường được theo dõi là:
- Tỷ lệ chuyển đổi - Conversion rate.
- Thời lượng thời gian dành cho những trang giao dịch.
- Tỉ lệ khách hàng quay lại - Retention.
- Tỷ lệ nhấp chuột thông qua các trang sản phẩm.

### Số liệu sản xuất (Production metrics)
Doanh nghiệp muốn đánh giá về hoạt động sản xuất nội dung trong nội bộ của mình có thể xem xét số liệu sản xuất.
Những chỉ số thường được theo dõi là:
- Thời hạn hoàn thành mục tiêu nội dung đề ra của các thành viên.
- Thời gian để biến ý tưởng về nội dung thành một nội dung xuất bản hoàn chỉnh.
- Số lượng nội dung sản xuất trong một tuần hoặc một tháng.

### Tiếp thị nội dung ROI
Doanh nghiệp cần đánh giá ROI sau khi đầu tư cho tiếp thị nội dung như chi phí sản xuất (thiết kế hình ảnh, video,...), phân phối (PPC, phần mềm,...) các ấn phẩm, tiền lương nhân viên,...
Có các công thức tính như sau: 
- Content Marketing ROI (as percentage) = [(Return - Investment) / Investment] *100 [27]
- Content Marketing CAC (giá để tạo ra một khách hàng mới) = (Chi phí Sales, Marketing, Công nghệ, Nhân công) / (Lưu lượng truy cập * Tỷ lệ chuyển đổi).

### Thu hút khách hàng tiềm năng
Doanh nghiệp thông qua tiếp thị nội dung có thể tạo ra số lượng khách hàng tiềm năng gấp ba lần so với tiếp thị bên ngoài - trong khi chi phí thấp hơn 60%. Và khách hàng tiềm năng đủ điều kiện (Qualified Lead) là một khách hàng tiềm năng, có nhu cầu, mong muốn, đủ khả năng chi trả và đã qua sàng lọc của công ty nên có tỷ lệ chuyển đổi cao hơn.
Những chỉ số thường được theo dõi là:
- Marketing Qualified Leads (MQLs) (là đối tượng có nhiều khả năng trở thành khách mua hàng so với các khách hàng tiềm năng khác dựa trên thông tin hành vi thu nhập được thường được phân tích bằng một quá trình khép kín).
- MQL’s ở mỗi kênh
- SQL
- Call-to-action - kêu gọi hành động (CTA)

### Đa dạng người dùng
Các doanh nghiệp muốn tiếp cận nhiều phân khúc khách hàng hơn nên chú ý đến nhân khẩu học của khách truy cập mới, các hành vi trực tuyến khác nhau và thói quen mua khác nhau của khách truy cập trực tuyến.
Những chỉ số thường được theo dõi là:
- Số lượt xem trên một trang: Đây là một KPI cơ bản, nhưng nó rất quan trọng trong việc giám sát hiệu suất nội dung cụ thể đặc biệt đối với các trang đích chính.
- Khách truy cập duy nhất (UV): Số liệu này được xác định bởi một địa chỉ IP và cookie của người dùng trên trình duyệt họ đang sử dụng, do đó, bất kỳ lượt truy cập lặp lại nào từ cùng một người dùng đó sẽ được tính. UV chỉ ra quy mô của đối tượng mục tiêu.
- Nhân khẩu học của khách truy cập:  Đảm bảo rằng nội dung được tiêu thụ bởi đối tượng khách hàng tiềm năng của thương hiệu (thời đại, giới tính và lợi ích chung.,,,)
- Địa lý: Bằng cách xác định địa lý đối tượng, doanh nghiệp có thể quyết định phân bổ tài nguyên cho một vị trí cụ thể và, nếu cần, điều chỉnh ngân sách và chiến lược nhắm mục tiêu tiếp thị đến một khu vực địa lý nhất định.
- Thời gian trung bình trên trang: Số liệu này cung cấp đánh giá về sự tham gia của khách hàng.
- Tỷ lệ thoát: Số liệu này cho biết tỷ lệ khách truy cập đã đến trang web, đã xem một trang và rời đi.
- Nguồn truy cập (SEO, social media, referral, direct): Là thang đo cơ bản nhất và cho biết lưu lượng truy cập website đến từ đâu và ở mức nào.
- Tốc độ tải trang: Là thời gian mà trang bắt đầu tải đến thời điểm khi tất cả các đối tượng trên trang được tải.
- Lượt truy cập vào tỷ lệ mua: Là số phiên mà khách truy cập của bạn yêu cầu để chuyển từ tương tác đầu tiên sang mua hàng đã hoàn thành.
- Các trang đích phổ biến: Là những trang trên website có tỷ lệ truy cập cao nhất. Đây là trang đầu tiên khách truy cập nhìn thấy khi họ đến website.

## Nội dung kỹ thuật số
Tiếp thị nội dung số, là một quy trình quản lý, sử dụng các sản phẩm kỹ thuật số thông qua các kênh điện tử khác nhau để xác định, dự báo và đáp ứng nhu cầu của khách hàng. Nó phải được duy trì một cách nhất quán để duy trì hoặc thay đổi hành vi của khách hàng.
Digital content tồn tại dưới nhiều dạng khác nhau, từ tệp văn bản, âm thanh, video, đến đồ họa hay hình ảnh, hình động,...

### Mục tiêu phát triển Nội dung kỹ thuật số
- Góp phần quảng bá cho thương hiệu: Đa kênh tiếp cận (thu hút nhiều người quan tâm và biết đến) và Đa nội dung sáng tạo (tăng hiệu quả nội dung và sức thuyết phục).
- Xây dựng quan hệ với khách hàng: Thiết lập cơ sở kết nối giữa người dùng kỹ thuật số và doanh nghiệp thông qua website, email, fanpage. Duy trì việc kết nối bằng việc duy trì phát triển nội dung, nuôi dưỡng người dùng thường xuyên truy cập.
- Tăng doanh số bán hàng: Lợi ích tới từ việc tăng tỷ lệ chuyển đổi từ quá trình nuôi dưỡng, xây dựng niềm tin với khách hàng và những nội dung sáng tạo, thuyết phục người xem.

### Mô hình Nội dung kỹ thuật số phổ biến
1. Relation – Quan hệ: Xây dựng mối quan hệ thật trên môi trường ảo như Mạng xã hội.
2. Community – Xây dựng cộng đồng để tăng tương tác 2 chiều hoặc đỉnh kim cương như diễn đàn, group...
3. Communication – Giữ liên lạc theo 2 cách: hội thoại, trao đổi (Conversation – qua Chat, SMS, Zalo...) hoặc phát sóng trực tiếp (Realtime Broadcast – G+ Hangout, Youtube live, Giao lưu trực tuyến, Tư vấn trực tuyến...).
4. News – Tin tức (Editorial Content – nội dung đã được biên tập) dựa trên thói quen đọc tin tức hàng ngày của người dùng.
5. Information – Thông tin người dùng tìm kiếm trước khi mua hàng (Search) hoặc thông tin hướng dẫn trước khi khách hàng tìm (Wiki).
6. Personal và Media – Ứng dụng cá nhân và cá nhân hóa truyền thông – thông tin như Facebook, Twitter, Youtube...
7. Entertainment (Game/Multimedia) – Những hình thức giải trí thu hút người dùng như Game (Online, Social...), Music (Nhaccuatui, ZingMP3...), Video (Youtube, Vimeo...), Photos (Flick, Pinterest...), Ebook...
8. Niche Content – Nội dung độc, nơi canh tác chính của Content Marketing – Sáng tạo những nội dung có giá trị, có thể là có ích, hấp dẫn, độc đáo, cảm xúc, ấn tượng, hợp thời, tổng hợp, đa dạng, chuyên sâu...
9. System/Application – Hệ thống và ứng dụng trong đó System là hệ thống nền tảng giao tiếp và Application là Ứng dụng cho cá nhân, thiết bị, hệ thống.
10. Business Tool – Công cụ hỗ trợ doanh nghiệp, ví dụ như các doanh nghiệp quan tâm đến Marketing, Docs, Driver, Monitoring, Processing, Management, Automation... thì công cụ phù hợp sẽ là Google, SlideShare, Facebook, Dropbox...
11. Local/Positioning – LOSOMO – Positioning, Reviews, Device, Local, Social, Mobile...
12. Authoring – Xác minh quyền, gồm có: Identity (Nhận diện cá nhân), Reputation (Định vị cá nhân) và Sharing (Chia sẻ cá nhân).

### Các dạng triển khai nội dung kỹ thuật số
- Video: là các dạng nội dung theo hình thức phát video về chương trình truyền hình, video âm nhạc, phim trên một số kênh phát triển nội dung kỹ thuật số về video như: Youtube, Disney, HBO,... Thêm vào đó, một số hình thức được triển khai nội dung miễn phí trong khi một số khác cần trả phí để tiến hành phát triển nội dung hoặc theo dõi nội dung.
- Âm thanh: Với các hình thức phố biến nhất như âm nhạc, radio, podcast, các nội dung này tiếp cận người dùng qua các thiết bị công nghệ như laptop, ipad, smartphone hoặc smart TV.
- Hình ảnh: Chia sẻ hình ảnh cũng là một ví dụ khác về nội dung kỹ thuật số, tiêu biểu có thể kể đến Flickr, Instagram, nơi không chỉ doanh nghiệp mà khách hàng của có thể sáng tạo nội dung kỹ thuật số.
- Câu chuyện trực quan (Visual Stories): Đây là hình thức phát triển nội dung dựa trên các nền tảng kỹ thuật số, mạng xã hội khách để truyền đạt câu chuyện, thông điệp của mình. Có thể lấy ví dụ về snapchat, tik tok, facebook,..[29][30].

Ví dụ:
Vào ngày 6 tháng 3 năm 2012, Dollar Shave Club đã phát động chiến dịch video trực tuyến của họ. Trong 48 giờ đầu tiên khi video ra mắt trên YouTube, họ đã có hơn 12.000 người đăng ký dịch vụ. Video chỉ tốn 4500 đô la để thực hiện và tính đến tháng 11 năm 2015 đã có hơn 21 triệu lượt xem. Video được xem là một trong những chiến dịch marketing lan truyền tốt nhất năm 2012 và chiến thắng hạng mục "Chiến dịch video xuất sắc nhất hiện nay" tại Giải thưởng Video Viral AdAge 2012.
Dự án Big World, ra mắt năm 2008, nhằm xác định lại Từ điển tiếng Anh Oxford bằng cách cho phép mọi người tự định nghĩa từ đã chọn. Dự án của hai Thạc sĩ nhằm mục đích tài trợ giáo dục, đã thu hút sự chú ý của các blogger trên toàn thế giới, và được đăng trên Daring Fireball và Wired Magazine.
Vào giữa năm 2016, một công ty trà Ấn Độ (TE-A-ME) đã giao 6.000 túi trà cho Donald Trump và ra mắt một nội dung video trên YouTube và Facebook. Chiến dịch video đã nhận được nhiều giải thưởng bao gồm hầu hết các giải PR sáng tạo ở Đông Nam Á sau khi nhận được hơn 52000 lượt chia sẻ video, 3,1 triệu lượt xem video trong 72 giờ đầu tiên và hàng trăm đề cập xuất bản (bao gồm Mashable, Quartz, Indian Express, Buzzfeed ) trên 80 quốc gia.